# 上川郡 (石狩國)
上川郡（日语：／ Kamikawa gun */?）為日本北海道上川綜合振興局的郡，位於上川綜合振興局中部。在北海道共有三個上川郡，而其中兩個同時隸屬於上川綜合振興局，因此習慣上會加上1886年各上川郡成立時所屬的國名來分辨；此上川郡為石狩國上川郡。

## 轄區
轄區包含8町：
- 鷹棲町
- 東神樂町
- 當麻町
- 比布町
- 愛別町
- 上川町
- 東川町
- 美瑛町

## 沿革

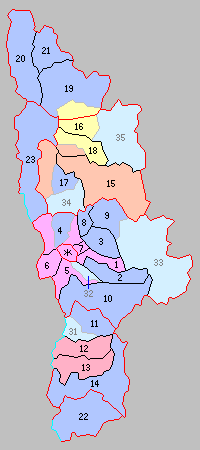
北海道一・二級町村制施行時石狩国上川郡下辖町村（1.东旭川村 2.东川村 3.当麻村 4.鹰栖村（第1次） 5.神乐村 6.神居村 7.永山村 8.比布村 9.爱別村 10.美瑛村 ＊：旭川町 水色：分立現存町村 32.東神乐村 33.上川村 桃：旭川市）

- 1886年8月15日：北海道設置11國86郡時，石狩國上川郡同時成立，因為位於石狩川的上游區域，因此命名為上川郡。
- 1897年11月：北海道實施支廳制，石狩國上川郡隸屬上川支廳之管轄，此時上川郡下轄旭川村、鷹棲村、愛別村、永山村、神居村、神樂村。[1]（6村）
- 1897年12月7日：東川村從旭川村分村。（7村）
- 1898年9月6日：東旭川村從永山村分村。（8村）
- 1900年6月1日：美瑛村從神樂村分村。（9村）
- 1900年6月7日：當麻村從永山村分村。（10村）
- 1900年8月31日：旭川村改制為旭川町。（1町9村）
- 1902年4月1日：旭川町成立為北海道一級町。
- 1906年4月1日：（1町10村）
  - 東川村、鷹棲村、愛別村、永山村、當麻村、東旭川村成立為北海道二級村。
  - 比布村從鷹棲村分村，成為北海道二級村。
- 1909年4月1日：（1町9村）
  - 鷹棲村和東旭川村成為北海道一級村。
  - 神居村和神樂村成為北海道二級村。
- 1914年4月1日：旭川町改制為旭川區並脫離上川郡之管轄。（9村）
- 1915年4月1日：美瑛村成立為北海道二級村。（10村）
- 1919年4月1日：東川村和當麻村成為北海道一級村。
- 1921年4月1日：比布村和永山村成為北海道一級村。
- 1922年8月1日：旭川區改制為旭川市。
- 1923年4月1日：美瑛村成為北海道一級村。
- 1924年1月1日：上川村從愛別村中分割獨立設置。（11村）
- 1924年6月4日：鷹棲村改名為東鷹棲村，並分割獨立設置新的鷹棲村和江丹別村。（13村）
- 1929年4月1日：神樂村成為北海道一級村。
- 1931年4月1日：神居村成為北海道一級村。
- 1937年4月1日：愛別村成為北海道一級村。
- 1940年4月1日：美瑛村改制為美瑛町。（1町12村）
- 1942年9月10日：東旭川村的部份區域併入旭川市。
- 1943年4月1日：東神樂村從神樂村中分割獨立設置。（1町13村）
- 1943年6月1日：北海道一級二級町村制廢止，上川村、東鷹栖村、江丹別村、東神樂村改為內務省指定村。
- 1946年10月5日：指定町村制廢止。
- 1952年9月1日：上川村改制為上川町。（2町12村）
- 1954年11月1日：永山村和神樂村改制為永山町和神樂町。（4町10村）
- 1955年4月1日：江丹別村和神居村被併入旭川市，並脫離上川郡之管轄。（4町8村）
- 1958年4月1日：當麻村改制為當麻町。（5町7村）
- 1959年8月15日：（7町5村）
  - 東川村改制為東川町。
  - 東旭川村改制為東旭川町。
- 1961年4月1日：永山町被併入旭川市，並脫離上川郡之管轄。（6町5村）
- 1961年8月1日：愛別村改制為愛別町。（7町4村）
- 1962年1月1日：比布村改制為比布町。（8町3村）
- 1963年8月15日：東旭川町被併入旭川市，並脫離上川郡之管轄。（7町3村）
- 1966年1月1日：東神樂改制為東神樂町。（8町2村）
- 1968年3月1日：神樂町被併入旭川市，並脫離上川郡之管轄。（7町2村）
- 1969年1月1日：鷹棲村和東鷹棲村改制為鷹棲町和東鷹棲町。（9町）
- 1971年3月2日：東鷹棲町被併入旭川市，並脫離上川郡之管轄。（8町）